# 스카드잼
《스카드 잼》은 2001년 대한민국 아트림미디어(Artlim Media)에서 발매한 연애 시뮬레이션 게임이다. 부제는 '정령석의 구애'이다.
공략 가능한 여성 캐릭터들이 10대 중후반 ~ 30대 후반까지이고, 히든캐릭터를 포함해 총 34개의 멀티엔딩을 가지고 있다. 그러나 흥행에 실패했으며, 이 게임을 마지막으로 아트림미디어의 후속작은 한국이 아닌 일본에서 발매되고 있다. 

## 스토리 및 등장인물
- 주인공 : 작년 수능시험을 불의의 사고로 망친 주인공은 다시 시작하겠단 마음으로 재수를 하기로 결심한다. 그러던 어느날 갑자기 주인공 앞에 나타난 처음 보는 여자아이는 알 수 없는 말과 함께 깨진 펜던트를 건네게 되고 이후 그 펜던트 안에서 잠재되어 있는 정령(리시스)이 깨어나게 되면서 주인공은 인연을 찾아 나서게 된다.
- 리시스 : 깨진 펜던트에 깃들여져 있는 정령. 전생에 주인공과 어떠한 연관이 있다.
- 현승하 : 작년 수능 수험표를 잃어버렸을 때 주인공이 찾아준 인연이 있는 인물.
- 신유신 : 주인공과 같은 재수학원에 다니는 인물. 게임 이전부터 알고지내던 소꿉친구.
- 레나 민 : 바이올리니스트. 아픈 기억을 가지고 있는 인물이다.
- 신시원 : 신유신의 사촌동생.
- 차수경 : 대학교 졸업반.
- 정지수 : 몸이 약한 환자.
- 이미현 : 주인공이 다니는 재수학원의 학원강사.
- 유아영 : 고교생. 나이가 가장 어린 캐릭터이다.
- 진다혜 : 간호사.
- 윤소라 : 같은 재수학원에 다니는 인물. 학교에서 왕따를 당한 후 재수학원을 다니게 되었다.
- 연가을 : 고교생. 소년소녀가장이다.
- 서문가영 : 불량 소녀.
- 이수아 : 이미현의 딸.

## OST
- 오프닝 : 《White Lover》 (노래 : 양정화, 작곡/작사/편곡 : 박준)
- 엔딩 : 《언제나 그대를》 (노래 : 양정화, 작곡/작사/편곡 : 박준)
- 스카드잼 정품 부속품(특전) 《Scarred Gem Music Collection》 (작곡 : Studio EIM)